# Jesús González Ortega
Jesús González Ortega är en ort i Mexiko.   Den ligger i kommunen Durango och delstaten Durango, i den centrala delen av landet, 800 km nordväst om huvudstaden Mexico City. Jesús González Ortega ligger 2 382 meter över havet och antalet invånare är 161.
Terrängen runt Jesús González Ortega är platt österut, men västerut är den kuperad. Runt Jesús González Ortega är det ganska tätbefolkat, med 60 invånare per kvadratkilometer. Närmaste större samhälle är Río Verde, 12,3 km nordost om Jesús González Ortega. Omgivningarna runt Jesús González Ortega är i huvudsak ett öppet busklandskap.